# Rzeczpospolita Lista 500
Rzeczpospolita Lista 500 – wzorowany na liście Fortune ranking 500 największych polskich przedsiębiorstw klasyfikowanych według przychodów. Lista jest tworzona i publikowana co roku przez dziennik „Rzeczpospolita”. Najlepsi otrzymują nagrody Orły Rzeczpospolitej. Po raz pierwszy lista została opublikowana w roku 1999.
Rzeczpospolita Lista 500 jest najstarszym ciągle publikowanym tego typu zestawieniem w polskiej prasie.